# 中国人民志愿军第二十七军第九十四师
中国人民志愿军第二十七军第九十四师，是中国人民志愿军曾经的一个师。

## 历史
该师前身为1948年4月以胶东军区南海军分区独立团、西海军分区独立团和北海军分区独立团合编组建的胶东军区新编第六师。
1949年2月被整编为中国人民解放军第三十二军第九十四师，参加青即战役占领青岛特别市。1950年3月随军南下入闽，在第三十一军的指挥下，于5月11日占领东山岛，该师歼灭国军900余人。后师主力集结于闽南云霄、海澄，以一部守备东山岛，一部兵力在龙溪地区剿匪。
1950年10月，第三十二军被裁撤，第九十四师划入第二十七军入朝作战，为中国人民志愿军第二十七军第九十四师。入朝前，该部除了青即战役外几乎没有任何大型正面作战的经历。但很快该部便参与了长津湖战役，仅以一个团作为预备队协助歼灭了美军第31团级战斗队，没有进行交火。1951年2月，于咸兴整训时被裁撤。

## 沿革
参考资料：
| 部隊番號                           | 使用時期             |
| ---------------------------------- | -------------------- |
| 胶东军区新编第六师                 | 1948年4月-1949年2月  |
| 中国人民解放军第三十二军第九十四师 | 1949年2月-1950年10月 |
| 中国人民解放军第二十七军第九十四师 | 1950年10月-1951年2月 |